# Championnat d'Europe masculin de handball 1998
Navigation
Espagne 1996 Croatie 2000
Le 3e Championnat d'Europe masculin de handball se sont déroulés en Italie du 29 mai au 7 juin 1998. La compétition se déroule au Tyrol dans les villes de Bolzano et Mérano.
La Suède remporte son deuxième titre dans la compétition en disposant en finale 25-23 de l'Espagne qui remporte ainsi sa deuxième médaille d'argent européenne consécutive.
La Russie, tenante en titre et championne du monde en titre, a en revanche dû rentrer chez elle les mains vides après avoir perdu, 28-30 après prolongation, le match pour la médaille de bronze face aux Allemands de Stefan Kretzschmar, auteur de 10 buts, et de Daniel Stephan, élu meilleur joueur du tournoi.

## Présentation

### Qualifications
| Pays                                                                        | Qualifié en tant que | Apparitions précédentes dans la compétition | Apparitions précédentes dans la compétition |
| --------------------------------------------------------------------------- | -------------------- | ------------------------------------------- | ------------------------------------------- |
| Italie                                                                      | Pays organisateur    | 0                                           | Première participation                      |
| Russie                                                                      | Tenant du titre      | 2                                           | 1994, 1996                                  |
| Croatie                                                                     | 1er du Groupe 1      | 2                                           | 1994, 1996                                  |
| Macédoine                                                                   | 2e du Groupe 1       | 0                                           | Première participation                      |
| RF Yougoslavie                                                              | 1er du Groupe 2      | 1                                           | 1996                                        |
| Lituanie                                                                    | 2e du Groupe 2       | 0                                           | Première participation                      |
| France                                                                      | 1er du Groupe 3      | 2                                           | 1994, 1996                                  |
| Rép. tchèque                                                                | 2e du Groupe 3       | 1                                           | 1996                                        |
| Allemagne                                                                   | 1er du Groupe 4      | 2                                           | 1994, 1996                                  |
| Espagne                                                                     | 2e du Groupe 4       | 2                                           | 1994, 1996                                  |
| Hongrie                                                                     | 1er du Groupe 5      | 2                                           | 1994, 1996                                  |
| Suède                                                                       | 2e du Groupe 5       | 2                                           | 1994, 1996                                  |
| ► Légende : en gras, le champion de l'année, en italique l'hôte de l'année. |                      |                                             |                                             |

On peut ainsi noter que le Danemark, la Slovénie et l'Islande ne sont pas parvenus à se qualifier.

### Villes hôtes
| \| Bolzano Mérano \| Localisation des villes hôtes. |
| Bolzano Mérano                                      |

Initialement et comme lors du Championnat du monde B 1987, la compétition devait se dérouler dans quatre villes du Tyrol du Sud, province majoritairement germanophone : Bolzano, Mérano, Bressanone et Rovereto. Finalement, en accord avec l'EHF, il a été décidé que la compétition ne se tient que dans deux villes, comme lors des Championnats d'Europe en 1994 au Portugal et en 1996 en Espagne. Ainsi les matchs sont disputés dans les deux salles suivantes :
- patinoire Eiswelle de Bolzano, d'une capacité de 7 200 spectateurs ;
- patinoire de Mérano, d'une capacité de 4 000 spectateurs.

## Phase de groupe
Les deux premiers de chaque groupe sont qualifiés pour les demi-finales. Les quatre autres équipes jouent des matchs de classement.

### Groupe A
|   | Équipe         | Pts | J | G | N | P | Bp  | Bc  | Diff | Dép |
| - | -------------- | --- | - | - | - | - | --- | --- | ---- | --- |
| 1 | Suède          | 8   | 5 | 4 | 0 | 1 | 130 | 111 | 19   | +1  |
| 2 | Allemagne      | 8   | 5 | 4 | 0 | 1 | 125 | 102 | 23   | -1  |
| 3 | RF Yougoslavie | 6   | 5 | 3 | 0 | 2 | 125 | 121 | 4    | /   |
| 4 | France         | 3   | 5 | 1 | 1 | 3 | 110 | 125 | -15  | *   |
| 5 | Lituanie       | 3   | 5 | 1 | 1 | 3 | 100 | 115 | -15  | *   |
| 6 | Italie         | 2   | 5 | 1 | 0 | 4 | 106 | 122 | -16  | /   |

* La France et la Lituanie se retrouvent avec le même nombre de points (3), une différence de but particulière nulle (match nul) et la même différence de but globale (-15). La France prend alors la 4e place au nombre de buts marqués (110 contre 100).
| 29 mai 1998 16h00 | France               | 20 – 20  | Lituanie              | Eiswelle, Bolzano Affluence : 1 600 Arbitrage : Gallego, Lamas |
| 29 mai 1998 16h00 | Stéphane Stoecklin 8 | (9 – 10) | Gintaras Vilaniškis 6 | Eiswelle, Bolzano Affluence : 1 600 Arbitrage : Gallego, Lamas |
| 29 mai 1998 16h00 | ×3 ×4                | Stats    | ×4                    | Eiswelle, Bolzano Affluence : 1 600 Arbitrage : Gallego, Lamas |

| 29 mai 1998 18h00 | Allemagne              | 20 – 21   | Suède            | Eiswelle, Bolzano Affluence : 2 900 Arbitrage : Kalin, Korič |
| 29 mai 1998 18h00 | Kretzschmar, Schwalb 5 | (12 – 10) | Stefan Lövgren 5 | Eiswelle, Bolzano Affluence : 2 900 Arbitrage : Kalin, Korič |
| 29 mai 1998 18h00 | ×3 ×6                  | Stats     | ×4 ×7            | Eiswelle, Bolzano Affluence : 2 900 Arbitrage : Kalin, Korič |

| 29 mai 1998 20h00 | RF Yougoslavie    | 26 – 19   | Italie                | Eiswelle, Bolzano Affluence : 3 100 Arbitrage : Øie, Høgsnes |
| 29 mai 1998 20h00 | Nenad Peruničić 8 | (13 – 10) | Kobilica, Tabanelli 4 | Eiswelle, Bolzano Affluence : 3 100 Arbitrage : Øie, Høgsnes |
| 29 mai 1998 20h00 | ×3 ×1             | Stats     | ×4 ×1                 | Eiswelle, Bolzano Affluence : 3 100 Arbitrage : Øie, Høgsnes |

| 30 mai 1998 16h00 | Suède           | 25 – 22   | France             | Eiswelle, Bolzano Affluence : 4 600 Arbitrage : Vujnović, Mladinić |
| 30 mai 1998 16h00 | trois joueurs 5 | (13 – 13) | Jérôme Fernandez 6 | Eiswelle, Bolzano Affluence : 4 600 Arbitrage : Vujnović, Mladinić |
| 30 mai 1998 16h00 | ×3              | Stats     | ×3 ×2              | Eiswelle, Bolzano Affluence : 4 600 Arbitrage : Vujnović, Mladinić |

| 30 mai 1998 18h00 | Lituanie                | 22 – 30   | RF Yougoslavie  | Eiswelle, Bolzano Affluence : 5 000 Arbitrage : Migas, Bavas |
| 30 mai 1998 18h00 | Julius Marcinkevičius 6 | (11 – 15) | Dragan Škrbić 7 | Eiswelle, Bolzano Affluence : 5 000 Arbitrage : Migas, Bavas |
| 30 mai 1998 18h00 | ×4 ×7 ×1                | Stats     | ×4 ×2           | Eiswelle, Bolzano Affluence : 5 000 Arbitrage : Migas, Bavas |

| 30 mai 1998 20h00 | Italie              | 18 – 26  | Allemagne            | Eiswelle, Bolzano Affluence : 5 600 Arbitrage : Gallego, Lamas |
| 30 mai 1998 20h00 | Alessandro Fusina 5 | (9 – 12) | Stefan Kretzschmar 7 | Eiswelle, Bolzano Affluence : 5 600 Arbitrage : Gallego, Lamas |
| 30 mai 1998 20h00 | ×2 ×3               | Stats    | ×3 ×4                | Eiswelle, Bolzano Affluence : 5 600 Arbitrage : Gallego, Lamas |

| 1 juin 1998 16h00 | Lituanie              | 21 – 27  | Suède             | Eiswelle, Bolzano Affluence : 2 900 Arbitrage : Arnaldsson, Erlingsson |
| 1 juin 1998 16h00 | Bučys, Rasikevičius 6 | (9 – 14) | Johan Petersson 8 | Eiswelle, Bolzano Affluence : 2 900 Arbitrage : Arnaldsson, Erlingsson |
| 1 juin 1998 16h00 | ×3 ×2                 | Stats    | ×3 ×2             | Eiswelle, Bolzano Affluence : 2 900 Arbitrage : Arnaldsson, Erlingsson |

| 1 juin 1998 18h00 | RF Yougoslavie  | 22 – 29   | Allemagne        | Eiswelle, Bolzano Affluence : 4 700 Arbitrage : Øie, Høgsnes |
| 1 juin 1998 18h00 | Igor Butulija 6 | (11 – 14) | Daniel Stephan 7 | Eiswelle, Bolzano Affluence : 4 700 Arbitrage : Øie, Høgsnes |
| 1 juin 1998 18h00 | ×2              | Stats     | ×2 ×3            | Eiswelle, Bolzano Affluence : 4 700 Arbitrage : Øie, Høgsnes |

| 1 juin 1998 20h00 | France               | 23 – 22   | Italie            | Eiswelle, Bolzano Affluence : 2 800 Arbitrage : Migas, Bavas |
| 1 juin 1998 20h00 | Stéphane Stoecklin 6 | (11 – 10) | Marcelo Schmidt 7 | Eiswelle, Bolzano Affluence : 2 800 Arbitrage : Migas, Bavas |
| 1 juin 1998 20h00 | ×3 ×4                | Stats     | ×2                | Eiswelle, Bolzano Affluence : 2 800 Arbitrage : Migas, Bavas |

| 3 juin 1998 18h00 | RF Yougoslavie  | 19 – 29   | Suède            | Patinoire de Mérano Affluence : 2 500 Arbitrage : Gallego, Lamas |
| 3 juin 1998 18h00 | Igor Butulija 6 | (13 – 15) | Stefan Lövgren 9 | Patinoire de Mérano Affluence : 2 500 Arbitrage : Gallego, Lamas |
| 3 juin 1998 18h00 | ×4 ×2           | Stats     | ×3 ×4            | Patinoire de Mérano Affluence : 2 500 Arbitrage : Gallego, Lamas |

| 3 juin 1998 20h00 | Allemagne              | 30 – 23   | France               | Patinoire de Mérano Affluence : 4 300 Arbitrage : Vujnović, Mladinić |
| 3 juin 1998 20h00 | Kretzschmar, Stephan 8 | (13 – 11) | Stéphane Stoecklin 4 | Patinoire de Mérano Affluence : 4 300 Arbitrage : Vujnović, Mladinić |
| 3 juin 1998 20h00 | ×2 ×3                  | Stats     | ×3                   | Patinoire de Mérano Affluence : 4 300 Arbitrage : Vujnović, Mladinić |

| 3 juin 1998 20h00 | Italie               | 18 – 19  | Lituanie             | Eiswelle, Bolzano Affluence : 1 000 Arbitrage : Kalin, Korič |
| 3 juin 1998 20h00 | Massotti, Tarafino 5 | (10 – 9) | Gintaras Savukynas 5 | Eiswelle, Bolzano Affluence : 1 000 Arbitrage : Kalin, Korič |
| 3 juin 1998 20h00 | ×3 ×5                | Stats    | ×2 ×5                | Eiswelle, Bolzano Affluence : 1 000 Arbitrage : Kalin, Korič |

| 4 juin 1998 18h00 | France            | 22 – 28   | RF Yougoslavie | Patinoire de Mérano Affluence : 2 200 Arbitrage : Bülow, Lübker |
| 4 juin 1998 18h00 | Guillaume Gille 6 | (14 – 14) | Nenad Maksić 8 | Patinoire de Mérano Affluence : 2 200 Arbitrage : Bülow, Lübker |
| 4 juin 1998 18h00 | ×3                | Stats     | ×3 ×5          | Patinoire de Mérano Affluence : 2 200 Arbitrage : Bülow, Lübker |

| 4 juin 1998 20h00 | Suède             | 28 – 29   | Italie           | Eiswelle, Bolzano Affluence : 1 000 Arbitrage : Garcia, Moréno |
| 4 juin 1998 20h00 | Andreas Larsson 8 | (13 – 12) | Zaim Kobilica 10 | Eiswelle, Bolzano Affluence : 1 000 Arbitrage : Garcia, Moréno |
| 4 juin 1998 20h00 | ×3                | Stats     | ×3 ×1            | Eiswelle, Bolzano Affluence : 1 000 Arbitrage : Garcia, Moréno |

| 4 juin 1998 20h00 | Allemagne       | 20 – 18 | Lituanie        | Patinoire de Mérano Affluence : 2 400 Arbitrage : Migas, Bavas |
| 4 juin 1998 20h00 | Aaron Ziercke 5 | (9 – 5) | trois joueurs 4 | Patinoire de Mérano Affluence : 2 400 Arbitrage : Migas, Bavas |
| 4 juin 1998 20h00 | ×3 ×2           | Stats   | ×3 ×5 ×1        | Patinoire de Mérano Affluence : 2 400 Arbitrage : Migas, Bavas |

### Groupe B
|   | Équipe       | Pts | J | G | N | P | Bp  | Bc  | Diff |
| - | ------------ | --- | - | - | - | - | --- | --- | ---- |
| 1 | Espagne      | 9   | 5 | 4 | 1 | 0 | 135 | 103 | 32   |
| 2 | Russie       | 7   | 5 | 3 | 1 | 1 | 127 | 110 | 17   |
| 3 | Hongrie      | 6   | 5 | 3 | 0 | 2 | 121 | 122 | -1   |
| 4 | Croatie      | 5   | 5 | 2 | 1 | 2 | 117 | 120 | -3   |
| 5 | Rép. tchèque | 2   | 5 | 1 | 0 | 4 | 130 | 132 | -2   |
| 6 | Macédoine    | 1   | 5 | 0 | 1 | 4 | 104 | 147 | -43  |

| 29 mai 1998 16h00 | Hongrie           | 29 – 20  | Macédoine       | Patinoire de Mérano Affluence : 250 Arbitrage : Masi, Di Piero |
| 29 mai 1998 16h00 | Attila Kotormán 7 | (14 – 7) | Pepi Manaskov 7 | Patinoire de Mérano Affluence : 250 Arbitrage : Masi, Di Piero |
| 29 mai 1998 16h00 | ×3 ×2             | Stats    | ×3              | Patinoire de Mérano Affluence : 250 Arbitrage : Masi, Di Piero |

| 29 mai 1998 18h00 | Russie             | 22 – 21  | Rép. tchèque  | Patinoire de Mérano Arbitrage : Garcia, Moréno |
| 29 mai 1998 18h00 | Dimitri Filippov 9 | (11 – 8) | Jiři Tancoš 6 | Patinoire de Mérano Arbitrage : Garcia, Moréno |
| 29 mai 1998 18h00 | ×2 ×5              | Stats    | ×3 ×4         | Patinoire de Mérano Arbitrage : Garcia, Moréno |

| 29 mai 1998 20h00 | Croatie            | 18 – 18   | Espagne           | Patinoire de Mérano Arbitrage : Bülow, Lübker |
| 29 mai 1998 20h00 | Zlatko Saračević 5 | (11 – 10) | Demetrio Lozano 5 | Patinoire de Mérano Arbitrage : Bülow, Lübker |
| 29 mai 1998 20h00 | ×2 ×4              | Stats     | ×2 ×5             | Patinoire de Mérano Arbitrage : Bülow, Lübker |

| 31 mai 1998 16h00 | Rép. tchèque | 24 – 30   | Croatie         | Patinoire de Mérano Affluence : 700 Arbitrage : Arnaldsson, Erlingsson |
| 31 mai 1998 16h00 | Jan Filip 8  | (14 – 15) | Patrik Ćavar 11 | Patinoire de Mérano Affluence : 700 Arbitrage : Arnaldsson, Erlingsson |
| 31 mai 1998 16h00 | ×3 ×4        | Stats     | ×3 ×4           | Patinoire de Mérano Affluence : 700 Arbitrage : Arnaldsson, Erlingsson |

| 31 mai 1998 18h00 | Macédoine        | 26 – 26   | Russie              | Patinoire de Mérano Affluence : 1 100 Arbitrage : Bülow, Lübker |
| 31 mai 1998 18h00 | Pepi Manaskov 12 | (10 – 16) | Édouard Kokcharov 8 | Patinoire de Mérano Affluence : 1 100 Arbitrage : Bülow, Lübker |
| 31 mai 1998 18h00 | ×3 ×6            | Stats     | ×3 ×4               | Patinoire de Mérano Affluence : 1 100 Arbitrage : Bülow, Lübker |

| 31 mai 1998 20h00 | Espagne         | 27 – 17  | Hongrie          | Patinoire de Mérano Affluence : 1 100 Arbitrage : Øie, Høgsnes |
| 31 mai 1998 20h00 | trois joueurs 4 | (17 – 3) | István Pásztor 4 | Patinoire de Mérano Affluence : 1 100 Arbitrage : Øie, Høgsnes |
| 31 mai 1998 20h00 | ×3 ×2           | Stats    | ×3 ×4            | Patinoire de Mérano Affluence : 1 100 Arbitrage : Øie, Høgsnes |

| 1 juin 1998 16h00 | Croatie        | 28 – 21   | Macédoine           | Patinoire de Mérano Affluence : 200 Arbitrage : Garcia, Moréno |
| 1 juin 1998 16h00 | Patrik Ćavar 8 | (12 – 10) | Kotevki, Petreski 5 | Patinoire de Mérano Affluence : 200 Arbitrage : Garcia, Moréno |
| 1 juin 1998 16h00 | ×3 ×4 ×1       | Stats     | ×3 ×2               | Patinoire de Mérano Affluence : 200 Arbitrage : Garcia, Moréno |

| 1 juin 1998 18h00 | Hongrie              | 20 – 23   | Russie         | Patinoire de Mérano Affluence : 250 Arbitrage : Kalin, Korič |
| 1 juin 1998 18h00 | Csoknyai, Kotormán 4 | (10 – 13) | Lev Voronine 5 | Patinoire de Mérano Affluence : 250 Arbitrage : Kalin, Korič |
| 1 juin 1998 18h00 | ×2 ×5                | Stats     | ×3 ×4          | Patinoire de Mérano Affluence : 250 Arbitrage : Kalin, Korič |

| 1 juin 1998 20h00 | Espagne           | 35 – 22  | Rép. tchèque | Patinoire de Mérano Affluence : 400 Arbitrage : Masi, Piero |
| 1 juin 1998 20h00 | Rafael Guijosa 12 | (17 – 9) | Jan Filip 5  | Patinoire de Mérano Affluence : 400 Arbitrage : Masi, Piero |
| 1 juin 1998 20h00 | ×2 ×3             | Stats    | ×3 ×4        | Patinoire de Mérano Affluence : 400 Arbitrage : Masi, Piero |

| 3 juin 1998 16h00 | Hongrie           | 27 – 25  | Rép. tchèque    | Eiswelle, Bolzano Affluence : 350 Arbitrage : Bülow, Lübker |
| 3 juin 1998 16h00 | István Pásztor 11 | (13 – 8) | Václav Lanča 11 | Eiswelle, Bolzano Affluence : 350 Arbitrage : Bülow, Lübker |
| 3 juin 1998 16h00 | ×3 ×7             | Stats    | ×3 ×8 ×1        | Eiswelle, Bolzano Affluence : 350 Arbitrage : Bülow, Lübker |

| 3 juin 1998 16h00 | Macédoine      | 19 – 26   | Espagne                 | Patinoire de Mérano Affluence : 1 200 Arbitrage : Arnaldsson, Erlingsson |
| 3 juin 1998 16h00 | Igor Kotevki 6 | (10 – 13) | Antonio Carlos Ortega 7 | Patinoire de Mérano Affluence : 1 200 Arbitrage : Arnaldsson, Erlingsson |
| 3 juin 1998 16h00 | ×4 ×2          | Stats     | ×4 ×5                   | Patinoire de Mérano Affluence : 1 200 Arbitrage : Arnaldsson, Erlingsson |

| 3 juin 1998 18h00 | Russie              | 29 – 14  | Croatie        | Eiswelle, Bolzano Affluence : 900 Arbitrage : Øie, Høgsnes |
| 3 juin 1998 18h00 | Édouard Kokcharov 8 | (12 – 8) | Patrik Ćavar 5 | Eiswelle, Bolzano Affluence : 900 Arbitrage : Øie, Høgsnes |
| 3 juin 1998 18h00 | ×3 ×5               | Stats    | ×4 ×7          | Eiswelle, Bolzano Affluence : 900 Arbitrage : Øie, Høgsnes |

| 4 juin 1998 16h00 | Russie         | 27 – 29   | Espagne          | Patinoire de Mérano Affluence : 2 000 Arbitrage : Kalin, Korič |
| 4 juin 1998 16h00 | Oleg Khodkov 7 | (15 – 11) | Rafael Guijosa 6 | Patinoire de Mérano Affluence : 2 000 Arbitrage : Kalin, Korič |
| 4 juin 1998 16h00 | ×3 ×5          | Stats     | ×2               | Patinoire de Mérano Affluence : 2 000 Arbitrage : Kalin, Korič |

| 4 juin 1998 16h00 | Croatie         | 27 – 28   | Hongrie           | Eiswelle, Bolzano Affluence : 300 Arbitrage : Arnaldsson, Erlingsson |
| 4 juin 1998 16h00 | Ćavar, Goluža 6 | (10 – 13) | István Pásztor 12 | Eiswelle, Bolzano Affluence : 300 Arbitrage : Arnaldsson, Erlingsson |
| 4 juin 1998 16h00 | ×3 ×7 ×1        | Stats     | ×3 ×8 ×1          | Eiswelle, Bolzano Affluence : 300 Arbitrage : Arnaldsson, Erlingsson |

| 4 juin 1998 18h00 | Rép. tchèque    | 38 – 18   | Macédoine        | Eiswelle, Bolzano Affluence : 400 Arbitrage : Masi, Di Piero |
| 4 juin 1998 18h00 | Filip, Lanča 10 | (16 – 12) | Dušan Novokmet 7 | Eiswelle, Bolzano Affluence : 400 Arbitrage : Masi, Di Piero |
| 4 juin 1998 18h00 | ×3 ×4           | Stats     | ×2 ×3            | Eiswelle, Bolzano Affluence : 400 Arbitrage : Masi, Di Piero |

## Phase finale
|  | Demi-finales       | Demi-finales       |                        |    | Finale             | Finale             |
|  | Demi-finales       | Demi-finales       |                        |    | Finale             | Finale             |
|  |                    |                    |                        |    |                    |                    |
|  | 6 juin 1998, 18h00 | 6 juin 1998, 18h00 |                        |    | 7 juin 1998, 16h30 | 7 juin 1998, 16h30 |
|  | 6 juin 1998, 18h00 | 6 juin 1998, 18h00 |                        |    | 7 juin 1998, 16h30 | 7 juin 1998, 16h30 |
|  | Espagne            | 29                 |                        |    | 7 juin 1998, 16h30 | 7 juin 1998, 16h30 |
|  | Espagne            | 29                 |                        |    | 7 juin 1998, 16h30 | 7 juin 1998, 16h30 |
|  | Allemagne          | 22                 |                        |    | 7 juin 1998, 16h30 | 7 juin 1998, 16h30 |
|  | Allemagne          | 22                 | Suède                  | 25 |                    |                    |
|  | 6 juin 1998, 20h00 |                    | Suède                  | 25 |                    |                    |
|  |                    | Espagne            | 23                     |    |                    |                    |
|  | Suède              | Espagne            | 23                     | 27 |                    |                    |
|  | Suède              |                    |                        | 27 |                    |                    |
|  | Russie             | 24                 |                        |    |                    |                    |
|  | Russie             | 24                 | Match pour la 3e place |    |                    |                    |
|  |                    |                    |                        |    |                    |                    |
|  | 7 juin 1998, 14h00 |                    |                        |    |                    |                    |
|  |                    |                    |                        |    |                    |                    |
|  | Allemagne          | 30ap               |                        |    |                    |                    |
|  | Allemagne          | 30ap               |                        |    |                    |                    |
|  | Russie             | 28                 |                        |    |                    |                    |
|  | Russie             | 28                 |                        |    |                    |                    |

### Demi-finales
| 6 juin 1998 18 h 00 | Espagne                 | 29 – 22                 | Allemagne        | Patinoire de Mérano Affluence : 4 000 Arbitrage : Arnaldsson, Erlingsson |
| 6 juin 1998 18 h 00 | Antonio Carlos Ortega 6 | (13 – 9)                | Daniel Stephan 6 | Patinoire de Mérano Affluence : 4 000 Arbitrage : Arnaldsson, Erlingsson |
| 6 juin 1998 18 h 00 | ×3 ×4                   | Stats Stats GB THW Kiel | ×3               | Patinoire de Mérano Affluence : 4 000 Arbitrage : Arnaldsson, Erlingsson |

| 6 juin 1998 20 h 00 | Suède            | 27 – 24        | Russie        | Eiswelle, Bolzano Affluence : 5 100 Arbitrage : Vujnović, Mladinić |
| 6 juin 1998 20 h 00 | Stefan Lövgren 9 | (15 – 14)      | Igor Lavrov 6 | Eiswelle, Bolzano Affluence : 5 100 Arbitrage : Vujnović, Mladinić |
| 6 juin 1998 20 h 00 | ×3 ×2            | Stats Stats GB | ×3 ×2         | Eiswelle, Bolzano Affluence : 5 100 Arbitrage : Vujnović, Mladinić |

### Match pour la3eplace
| 7 juin 1998 14 h 00 | Allemagne             | 30 – 28 (ap)       | Russie              | Patinoire de Mérano Affluence : 5 000 ou 5 100 Arbitrage : Giampiero Masi, Piero Di Piero |
| 7 juin 1998 14 h 00 | Stefan Kretzschmar 10 | (13 – 14, 25 – 25) | Édouard Kokcharov 7 | Patinoire de Mérano Affluence : 5 000 ou 5 100 Arbitrage : Giampiero Masi, Piero Di Piero |
| 7 juin 1998 14 h 00 | Prol. : 5 – 3         |                    |                     | Patinoire de Mérano Affluence : 5 000 ou 5 100 Arbitrage : Giampiero Masi, Piero Di Piero |
| 7 juin 1998 14 h 00 | ×3 ×5                 | Stats Stats GB     | ×3 ×5 ×1            | Patinoire de Mérano Affluence : 5 000 ou 5 100 Arbitrage : Giampiero Masi, Piero Di Piero |

| Allemagne                    |                       |            |                         |       |
| 1*                           | Henning Fritz         | 0/6        |                         | 9:17  |
| 16                           | Jan Holpert           | 9/31       |                         | 60:43 |
| 2                            | Mike Bezdicek         | 1/2        | Suspension · Suspension | 37:00 |
| 4*                           | Bogdan Wenta          | 6/7        |                         | 42:32 |
| 5*                           | Stefan Kretzschmar    | 10/15 (2p) |                         | 70:00 |
| 8*                           | Christian Schwarzer   | 4/7        | Carton jaune            | 57:52 |
| 9                            | Klaus-Dieter Petersen | 0/0        | Suspension              | 35:54 |
| 10                           | Aaron Ziercke         | 0/0        | Carton jaune            | 0:00  |
| 13                           | Markus Baur           | 0/0        |                         | 3:32  |
| 14*                          | Martin Schwalb        | 2/5        | Carton jaune            | 46:03 |
| 18*                          | Daniel Stephan        | 6/15       | Suspension              | 70:00 |
| 20*                          | Holger Löhr           | 1/1        | Suspension              | 57:07 |
| Sélectionneur : Heiner Brand |                       |            |                         |       |

|        | Statistiques   |        |
| ------ | -------------- | ------ |
| 30/52  | Buts marqués   | 28/51  |
| 57,7 % | % réussite     | 54,9 % |
| 2/4    | Jets de 7 m    | 4/6    |
| 10 min | Suspensions    | 10 min |
| 3      | Cartons jaunes | 3      |
| 0      | Cartons rouges | 1      |
| 9/37   | Arrêts         | 16/46  |
| 24,3 % | % d'arrêts     | 34,8 % |

| Russie                            |                         |           |                                                                    |       |
| 1*                                | Andreï Lavrov           | 15/40     |                                                                    | 56:55 |
| 12                                | Pavel Soukossian        | 1/6       |                                                                    | 13:05 |
| 4*                                | Édouard Kokcharov       | 7/10 (2p) |                                                                    | 56:50 |
| 5*                                | Oleg Koulechov          | 2/6       |                                                                    | 51:25 |
| 6*                                | Denis Krivochlikov      | 4/6       | Carton jaune                                                       | 66:30 |
| 9                                 | Oleg Khodkov            | 3/10      |                                                                    | 29:53 |
| 13*                               | Edouard Moskalenko      | 4/4       | Carton jaune                                                       | 50:52 |
| 15*                               | Roman Serinkov          | 0/0       | Carton jaune · Suspension                                          | 33:42 |
| 17                                | Stanislav Koulintchenko | 2/6       | Carton jaune                                                       | 48:08 |
| 18*                               | Viatcheslav Gorpichine  | 1/1       | Carton jaune                                                       | 26:24 |
| 19                                | Sergueï Pogorelov       | 4/5       | Carton jaune · Suspension · Suspension · Suspension · Carton rouge | 34:46 |
| 20                                | Dimitri Filippov        | 1/3       | Carton jaune                                                       | 21:30 |
| Sélectionneur : Vladimir Maksimov |                         |           |                                                                    |       |

### Finale
| 7 juin 1998 16 h 30 | Espagne         | 23 – 25        | Suède                 | Patinoire de Mérano Affluence : 4 500 ou 6 100 Arbitrage : Svein Olav Øie, Bjorn Høgsnes |
| 7 juin 1998 16 h 30 | Andrei Xepkin 6 | (9 – 15)       | Petersson & Vranjes 6 | Patinoire de Mérano Affluence : 4 500 ou 6 100 Arbitrage : Svein Olav Øie, Bjorn Høgsnes |
| 7 juin 1998 16 h 30 | ×5 ×2           | Stats Stats GB | ×3                    | Patinoire de Mérano Affluence : 4 500 ou 6 100 Arbitrage : Svein Olav Øie, Bjorn Høgsnes |

| Espagne                            |                       |          |                           |       |
| 12                                 | Jordi Núñez           | 10/22    |                           | 34:20 |
| 16*                                | David Barrufet        | 4/17     |                           | 25:40 |
| 2                                  | Antonio Ugalde        | 0/0      |                           | 09:38 |
| 3*                                 | Andrei Xepkin         | 6/6      | Carton jaune · Suspension | 52:19 |
| 4*                                 | Rafael Guijosa        | 3/5      | Carton jaune              | 59:28 |
| 7                                  | Demetrio Lozano       | 1/9      |                           | 38:27 |
| 8*                                 | Jesús Olalla          | 3/8      |                           | 49:28 |
| 9*                                 | Mariano Ortega        | 0/3      | Carton jaune              | 16:28 |
| 10*                                | Talant Dujshebaev     | 4/11     |                           | 49:57 |
| 13                                 | Alberto Urdiales      | 1/2      |                           | 19:02 |
| 14                                 | Juancho Pérez         | 0/0      | Suspension                | 25:28 |
| 20*                                | Antonio Carlos Ortega | 5/7 (2p) |                           | 39:45 |
| Sélectionneur : Juan de Dios Román |                       |          |                           |       |

|        | Statistiques   |        |
| ------ | -------------- | ------ |
| 23/51  | Buts marqués   | 25/45  |
| 45,1 % | % réussite     | 55,6 % |
| 3/3    | Jets de 7 m    | 1/1    |
| 4 min  | Suspensions    | 6 min  |
| 5      | Cartons jaunes | 3      |
| 0      | Cartons rouges | 0      |
| 14/39  | Arrêts         | 15/38  |
| 35,9 % | % d'arrêts     | 39,5 % |

| Suède                           |                   |          |                           |       |
| 1                               | Jan Stankievicz   | –        |                           | –     |
| 12*                             | Peter Gentzel     | 15/38    |                           | 60:00 |
| 3*                              | Magnus Wislander  | 2/8      | Carton jaune · Suspension | 51:39 |
| 4*                              | Thomas Sivertsson | 3/3      | Carton jaune              | 34:08 |
| 5                               | Ola Lindgren      | 0/0      |                           | 06:46 |
| 6*                              | Martin Frändesjö  | 1/4      | Carton jaune              | 60:00 |
| 8*                              | Johan Petersson   | 6/8      |                           | 60:00 |
| 9                               | Stefan Lövgren    | 4/9      |                           | 45:25 |
| 13*                             | Staffan Olsson    | 3/4      | Suspension · Suspension   | 42:29 |
| 14                              | Magnus Andersson  | –        |                           | –     |
| 15                              | Andreas Larsson   | 0/1      |                           | 03:29 |
| 17*                             | Ljubomir Vranjes  | 6/8 (1p) |                           | 56:04 |
| Sélectionneur : Bengt Johansson |                   |          |                           |       |

## Matchs de classement
Tous les matchs de classement ont lieu le 6 juin 1998.

### Match pour la11eplace
| 6 juin 1998 14h00 | Italie             | 27 – 26 (ap)       | Macédoine        | Patinoire de Mérano Affluence : 1 200 Arbitrage : Garcia, Moréno |
| 6 juin 1998 14h00 | Settimo Massotti 9 | (11 – 12, 23 – 23) | Dušan Novokmet 7 | Patinoire de Mérano Affluence : 1 200 Arbitrage : Garcia, Moréno |
| 6 juin 1998 14h00 | Prol. : 4 – 3      |                    |                  | Patinoire de Mérano Affluence : 1 200 Arbitrage : Garcia, Moréno |
| 6 juin 1998 14h00 | ×2 ×5              | Stats              | ×3               | Patinoire de Mérano Affluence : 1 200 Arbitrage : Garcia, Moréno |

### Match pour la9eplace
| 6 juin 1998 16h00 | Lituanie              | 38 – 36 (ap)       | Rép. tchèque | Eiswelle, Bolzano Affluence : 1 200 Arbitrage : Kalin, Korič |
| 6 juin 1998 16h00 | Vaidas Klimčiauskas 9 | (17 – 14, 30 – 30) | Jan Filip 12 | Eiswelle, Bolzano Affluence : 1 200 Arbitrage : Kalin, Korič |
| 6 juin 1998 16h00 | Prol. : 3 – 3, 5 – 3  |                    |              | Eiswelle, Bolzano Affluence : 1 200 Arbitrage : Kalin, Korič |
| 6 juin 1998 16h00 | ×3 ×8                 | Stats              | ×4 ×10 ×2    | Eiswelle, Bolzano Affluence : 1 200 Arbitrage : Kalin, Korič |

### Match pour la7eplace
| 6 juin 1998 18h00 | France             | 30 – 28   | Croatie          | Eiswelle, Bolzano Affluence : 1 500 Arbitrage : Migas, Bavas |
| 6 juin 1998 18h00 | Jérôme Fernandez 8 | (16 – 12) | Zoran Mikulić 10 | Eiswelle, Bolzano Affluence : 1 500 Arbitrage : Migas, Bavas |
| 6 juin 1998 18h00 | ×3 ×4              | Stats     | ×3               | Eiswelle, Bolzano Affluence : 1 500 Arbitrage : Migas, Bavas |

### Match pour la5eplace
| 6 juin 1998 16h00 | RF Yougoslavie       | 32 – 24   | Hongrie            | Patinoire de Mérano Affluence : 2 400 Arbitrage : Gallego, Lamas |
| 6 juin 1998 16h00 | Nedeljko Jovanović 9 | (15 – 12) | Kertész, Pásztor 6 | Patinoire de Mérano Affluence : 2 400 Arbitrage : Gallego, Lamas |
| 6 juin 1998 16h00 | ×3                   | Stats     | ×2 ×4              | Patinoire de Mérano Affluence : 2 400 Arbitrage : Gallego, Lamas |

## Classement final
| Rang                       | Équipe         | MJ | V | N | D | BM  | BE  | Diff |
| -------------------------- | -------------- | -- | - | - | - | --- | --- | ---- |
| Médaille d'or, Europe      | Suède          | 7  | 6 | 0 | 1 | 182 | 158 | +24  |
| Médaille d'argent, Europe  | Espagne        | 7  | 5 | 1 | 1 | 187 | 150 | +37  |
| Médaille de bronze, Europe | Allemagne      | 7  | 5 | 0 | 2 | 177 | 159 | +18  |
| 4                          | Russie         | 7  | 3 | 1 | 3 | 179 | 167 | +12  |
|                            |                |    |   |   |   |     |     |      |
| 5                          | RF Yougoslavie | 6  | 4 | 0 | 2 | 157 | 145 | +12  |
| 6                          | Hongrie        | 6  | 3 | 0 | 3 | 145 | 154 | –9   |
| 7                          | France         | 6  | 2 | 1 | 3 | 140 | 153 | –13  |
| 8                          | Croatie        | 6  | 2 | 1 | 3 | 145 | 150 | –5   |
| 9                          | Lituanie       | 6  | 2 | 1 | 3 | 138 | 151 | –13  |
| 10                         | Rép. tchèque   | 6  | 1 | 0 | 5 | 166 | 170 | –4   |
| 11                         | Italie         | 6  | 2 | 0 | 4 | 133 | 148 | –15  |
| 12                         | Macédoine      | 6  | 0 | 1 | 5 | 130 | 174 | –44  |

## Statistiques et récompenses

### Équipe-type
L'équipe-type désignée à l'issue du tournoi est composée de, :
- Meilleur joueur (MVP) : Daniel Stephan,  Allemagne
- Gardien de but : Peter Gentzel,  Suède
- Ailier gauche : Stefan Kretzschmar,  Allemagne
- Arrière gauche : Daniel Stephan,  Allemagne
- Demi-centre : Talant Dujshebaev,  Espagne
- Pivot : Andrei Xepkin,  Espagne
- Arrière droit : Sergueï Pogorelov,  Russie
- Ailier droit : Johan Petersson,  Suède

### Meilleurs buteurs
Les meilleurs buteurs sont :
| Rang | Joueur                | Équipe         | Buts  | Buts | Buts | MJ | Moy. |
| Rang | Joueur                | Équipe         | Total | Ch.  | 7 m  | MJ | Moy. |
| ---- | --------------------- | -------------- | ----- | ---- | ---- | -- | ---- |
| 1    | Jan Filip             | Rép. tchèque   | 48    | 39   | 9    | 6  | 8,0  |
| 2    | István Pásztor        | Hongrie        | 42    | 31   | 11   | 6  | 7,0  |
| 3    | Nenad Peruničić       | RF Yougoslavie | 37    | 28   | 9    | 6  | 6,2  |
| 3    | Patrik Ćavar          | Croatie        | 37    | 27   | 10   | 6  | 6,2  |
| 5    | Stefan Lövgren        | Suède          | 36    | 27   | 9    | 6  | 6,0  |
| 5    | Daniel Stephan        | Allemagne      | 36    | 28   | 8    | 6  | 6,0  |
| 7    | Václav Lanča (en)     | Rép. tchèque   | 35    | 29   | 6    | 6  | 5,8  |
| 8    | Rafael Guijosa        | Espagne        | 34    | 23   | 11   | 6  | 5,7  |
| 9    | Stefan Kretzschmar    | Allemagne      | 29    | 25   | 4    | 6  | 4,8  |
| 10   | Johan Petersson       | Suède          | 28    | 28   | 0    | 6  | 4,7  |
| 11   | Oleg Khodkov (de)     | Russie         | 26    | 26   | 0    | 6  | 4,3  |
| 11   | Igor Kotevki          | Macédoine      | 26    | 26   | 0    | 6  | 4,3  |
| 13   | Nedeljko Jovanović    | RF Yougoslavie | 25    | 22   | 3    | 6  | 4,2  |
| 13   | Pepi Manaskov         | Macédoine      | 25    | 20   | 5    | 4  | 6,3  |
| 13   | Jérôme Fernandez      | France         | 25    | 24   | 1    | 6  | 4,2  |
| 16   | Dragan Škrbić         | RF Yougoslavie | 24    | 24   | 0    | 6  | 4,0  |
| 16   | Édouard Kokcharov     | Russie         | 24    | 11   | 13   | 5  | 4,8  |
| 16   | Settimio Massotti     | Italie         | 24    | 21   | 3    | 4  | 6,0  |
| 16   | Antonio Carlos Ortega | Espagne        | 24    | 14   | 10   | 5  | 4,8  |
| 16   | Demetrio Lozano       | Espagne        | 24    | 24   | 0    | 6  | 4,0  |

 Membre de l'équipe-type.

## Effectif des équipes sur le podium

### Champion d’Europe:Suède
- Magnus Andersson
- Martin Boquist
- Martin Frändesjö
- Peter Gentzel (GB)
- Jocum Hansson-Wigerup
- Andreas Larsson
- Ola Lindgren
- Stefan Lövgren
- Staffan Olsson
- Johan Petersson
- Thomas Sivertsson
- Jan Stankiewicz (GB)
- Pierre Thorsson
- Ljubomir Vranjes
- Magnus Wislander

Sélectionneur
- Bengt Johansson

### Vice-champion d’Europe:Espagne
- David Barrufet (GB)
- José Ángel Delgado Ávila
- Talant Dujshebaev
- Jaume Fort (GB)
- Rafael Guijosa
- Demetrio Lozano
- Alberto Martín
- Jordi Núñez (GB)
- Jesús Olalla
- Antonio Carlos Ortega
- Mariano Ortega
- José Luis Pérez Canca
- Juancho Pérez
- Antonio Ugalde García (es)
- Alberto Urdiales
- Andrei Xepkin

Sélectionneur
- Juan de Dios Román

### Troisième place:Allemagne
- Markus Baur
- Mike Bezdicek
- Henning Fritz (GB)
- Jan Holpert (GB)
- Heiko Karrer
- Stefan Kretzschmar
- Nils Lehmann
- Holger Löhr
- Klaus-Dieter Petersen
- Martin Schwalb
- Christian Schwarzer
- Henning Siemens
- Daniel Stephan
- Bogdan Wenta
- Henning Wiechers (GB)
- Aaron Ziercke

Sélectionneur
- Heiner Brand